# كاتلين هاليغان
كاتلين هاليغان (بالإنجليزية: Caitlin Halligan)‏ هي محامية أمريكية، ولدت في 14 ديسمبر 1966 في زينيا في الولايات المتحدة.